# Denise Masson

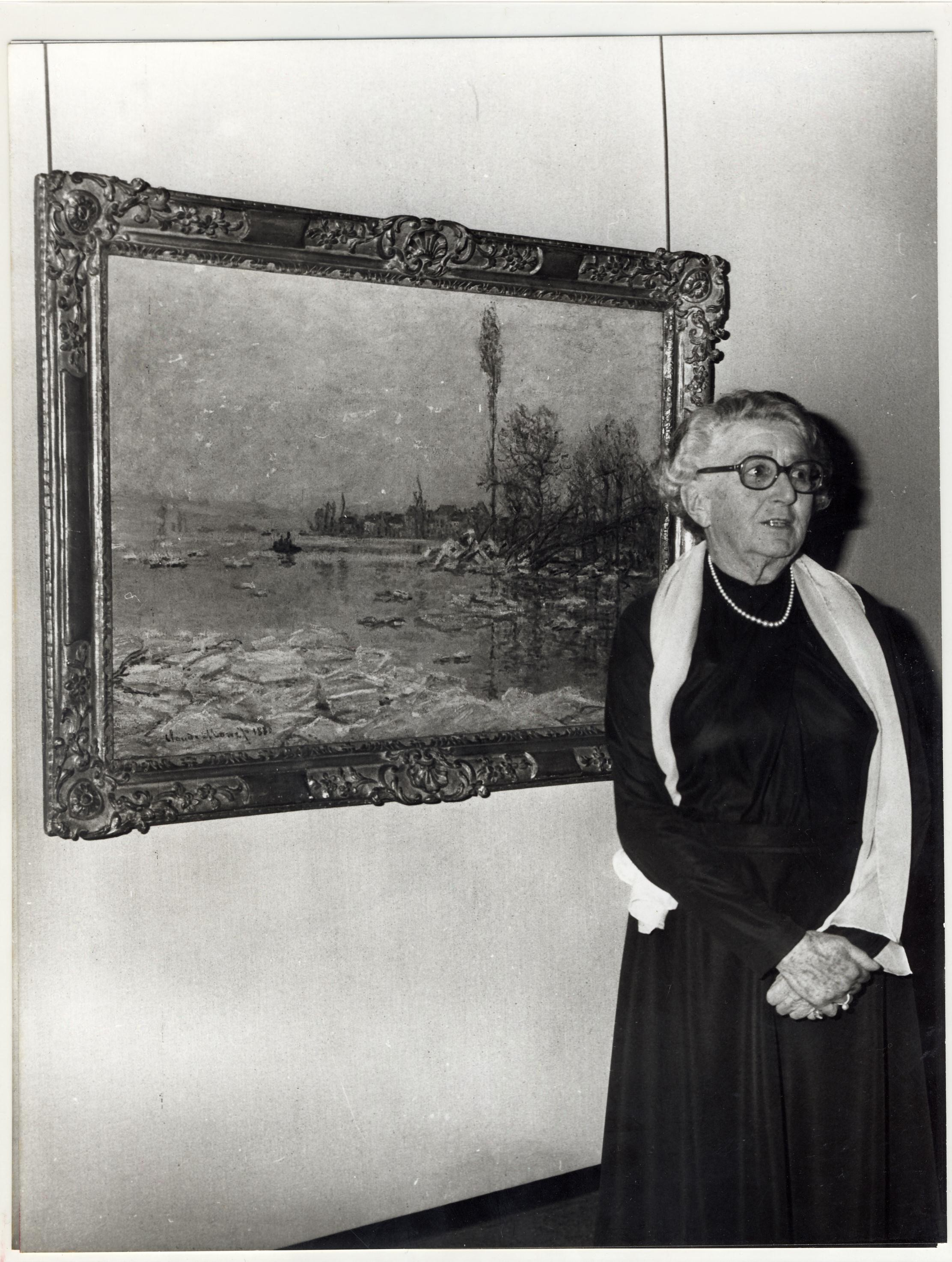
Denise Masson in 1949

Denise Masson (1901 – Marrakesh, 10 november 1994) was een Franse islamologe, bijgenaamd "la Dame de Marrakech".  Ze heeft de Koran uit het Arabisch in het Frans vertaald in 1967.
De laatste zestig jaar van haar leven verbleef ze in Marrakesh.

## Werken
- Le Coran, Gallimard, 1980
- L’eau, le feu et la lumière, d'après la Bible, le Coran et les traditions, Éditions Desclée de Brouwer, 1986, Parijs, ISBN 2220025497
- Les trois voies de l'unique, Desclée De Brouwer, 1986, ISBN 2220024369
- Monothéisme coranique et monothéisme biblique, Desclée De Brouwer, 1988, Parijs, ISBN 2220020460

- Porte ouverte sur un jardin fermé: Valeurs fondamentales et traditionnelles d'une société en pleine évolution: Marrakech, 1930-1989, Desclée De Brouwer, 1989, Parijs, ISBN 2220030598

- Bibliothèque nationale de France: cb11915016n (data)
- Gemeinsame Normdatei: 1029966575
- International Standard Name Identifier: 0000 0001 1742 1061
- Library of Congress Control Number: n83137779
- Nationale Bibliotheek van Tsjechië: xx0019644
- Nationale Bibliotheek van Israël: 987007275136405171
- Nederlandse Thesaurus van Auteursnamen: 073000434
- Système universitaire de documentation: 027015645
- Virtual International Authority File: 9850344
- WorldCat: E39PBJwtrCFhW89MtJmqQ3PYT3